# ارکستر سمفونیک پیتسبرگ
ارکستر سمفونیک پیتسبرگ (انگلیسی: Pittsburgh Symphony Orchestra) که به‌اختصار «PSO» هم نامیده می‌شود، یک ارکستر آمریکایی است که در شهر پیتسبرگ ایالت پنسیلوانیا واقع شده‌است.
این ارکستر در سال ۱۸۹۵ میلادی توسط «انجمن هنرهای پیتسبرگ» بنیان نهاده شد و نخستین رهبر آن «فردریک آرچر» بود و از آن پس، تورهای موسیقی فراوانی در داخل و خارج آمریکا برگزار کرده‌است.
این گروه موسیقی، نخستین ارکستر آمریکایی است که در سال ۲۰۰۴ میلادی در واتیکان و در حضور ژان پل دوم برنامه اجرا کرد.